# 践祚
践祚（せんそ、旧字体：踐祚）とは、天子の位を受け継ぐことであり、先帝の崩御あるいは譲位によって行われる。古くは「践阼」と書き、「践」とは足で踏むこと、転じてその地位を踏むこと、「阼」は祭祀の際に主人が登る東側の階（きざはし）すなわち阼階（そかい）のこと、また天子の即位の祭りを行う際に登る東方の階。天皇が践祚(せんそ)の後、帝位についたことを天下万民に告げる儀式を即位という。先帝譲位と崩御の両方を含むのが本来の意味であり、古くは即位とも同義に用いられたとされるが、古来から践祚と即位の間に区分があったと主張する研究者も存在する。

## 概要
日本において、桓武天皇以前は践祚は即位と同義であったが、桓武天皇は受禅ののち日を隔てて即位の儀を行い、これを先例として「即位」とは皇位継承を諸神や皇祖に告げ、天下万民に宣する「儀式」（即位式）を指すものとなっていったとされる。
践祚のみで即位式が行われず、ごく短期間で廃位となった仲恭天皇は「半帝」と呼ばれ、太上天皇号も崩御後の諡号も贈られず、崩御から636年後の1870年（明治3年）、ようやく「仲恭」の諡号が贈られた。
天皇が崩御した場合の践祚は諒闇践祚、譲位の時の践祚は受禅践祚と称し、古くはその儀式に違いがあった。これは、譲位の際、先帝が譲位の宣命を出す『譲位宣命宣制』または『譲国の儀』が践祚の最初の儀式として行われるためである。現在の皇室典範上は、譲位及び受禅践祚が制度化されておらず、践祚は崩御時に限られている（そのため、第125代天皇・明仁が譲位し、皇太子徳仁親王が受禅践祚するにあたって特例法が制定された）。
践祚にかかる儀式を『践祚の儀』といい、先帝崩御後直ちに行われる『剣璽等承継の儀』及び新帝が即位後初めて三権の長（内閣総理大臣、衆議院議長、参議院議長、最高裁判所長官）を引見される『即位後朝見の儀』は共に国事行為とされ、先帝の諒闇が明けて行われる御大典（即位の礼・大嘗祭）へと続く。
践祚し皇位を継承するには『三種の神器』を先帝から受け継ぐことが必要とされる。もっとも、歴史上後鳥羽天皇を始めとして、光厳天皇・光明天皇・後光厳天皇・後円融天皇・後小松天皇が三種の神器無しで践祚している（後鳥羽・光厳・光明・後小松はその後神器を継承）。
三種の神器は八咫鏡・八尺瓊勾玉・天叢雲剣で構成されるが、その内八咫鏡は祀られている賢所を含む宮中三殿を相続する事によって受継ぎ、八尺瓊勾玉・天叢雲剣を受継ぐ儀式が剣璽等承継の儀となる。
現行の皇室典範は、
1. 第四条　天皇が崩じたときは、皇嗣が、直ちに即位する。
2. 第二十四条　皇位の継承があつたときは、即位の礼を行う。

と定めており、「践祚」の語は用いられていない。